# Аррениус, Биргит
Биргит Аррениус (швед. Birgit Arrhenius, урождённая Клейн (швед. Klein); род 25 августа 1932) — шведский археолог и эмерит Стокгольмского университета. Она была профессором лабораторной археологии и первым руководителем Археологической исследовательской лаборатории университета. В ходе своей научной деятельности она изучала районы острова Хельгё и озера Меларен. Аррениус является членом Шведской королевской академии наук, а в 1992 году была награждена медалью Йёсты Берга Королевского патриотического общества.

## Карьера

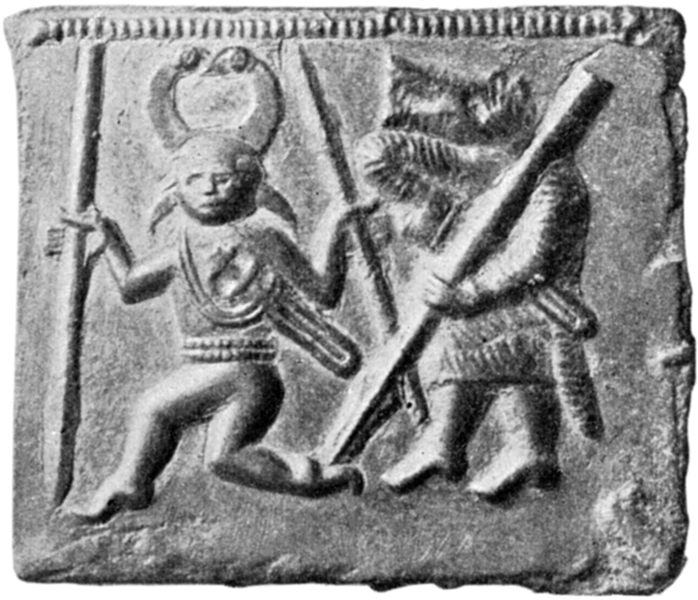
Одна из четырёх пластинок Торслунда, изображающая рогатую фигуру. Отсутствующий правый глаз у неё, как доказала Аррениус, был выбит с целью сделать её подобной богу Одину.

Биргит Клейн родилась 25 августа 1932 года, будучи одной из шести детей Герды и Оскара Клейнов. Её отец был физиком-теоретиком, преподававшим в Стокгольмском университете. Семье приходилось сильно экономить, так её отец чуть было не отказался от награждения орденом Полярной звезды, пока декан не предусмотрел значительные расходы на переодевание, требовавшееся для участия в церемонии награждения этим орденом.
Аррениус, как и её отец, стала профессором Стокгольмского университета. С 1986 по 1998 год она занимала должность профессора лабораторной археологии и стала первым руководителем Лаборатории археологических исследований, основанной в университете в 1976 году. Она участвовала в раскопках археологических памятников, расположенных на островах Хельгё и Бьёркё. В статье 1983 года Аррениус предложила повторный анализ хронологии захоронений, найденных в Венделе, а в 1992 году она продемонстрировала при помощи лазерного сканирования, что у танцующего воина на одной из литых бронзовых пластинок Торслунда, использовавшихся для украшения шлемов, был целенаправленно выбит глаз возможно для того, чтобы воззвать к одноглазому скандинавскому богу Одину.
1 октября 1991 года Аррениус была избрана членом Шведской королевской академии словесности, а в следующем году была награждена Королевским патриотическим обществом медалью Йёсты Берга, полагающейся тем, кто приложил «выдающиеся усилия» в области культурного наследия. Аррениус — почётный профессор Стокгольмского университета.

## Публикации
- Arrhenius, Birgit. The chronology of the Vendel graves // Vendel Period Studies: transactions of the Boat-Grave Symposium in Stockholm, February 2–3, 1981. — Stockholm : Statens Historiska Museum, 1983. — Vol. 2. — P. 39–70. — ISBN 978-91-7192-547-3.
- Arrhenius, Birgit; Freij, Henry (1992). 'Pressbleck' Fragments from the East Mound in Old Uppsala Analyzed with a Laser Scanner (PDF). Laborativ Arkeologi (6). Stockholm University: 75–110.